# Columbia Valles
Le Columbia Valles sono una struttura geologica della superficie di Marte.